# 天龍二俁站
天龍二俁站（日语：／ Tenryū-futamata eki */?）是位於靜岡縣濱松市天龍區二俁町阿藏114番2號，天龍濱名湖鐵道的天龍濱名湖線車站。此站設有天龍濱名湖鐵道總部，為天龍濱名湖線的中心車站。此站被選為第一回中部車站百選車站之一。

## 歷史
- 1940年（昭和15年）6月1日 - 國鐵二俁線遠江森站至金指站之間開通，此站啟用。當時車站名為遠江二俁站。為一般車站。同時開設遠江二俁機關區。
- 1958年（昭和33年）11月1日 - 遠州鐵道柴油列車會經西鹿島站駛入此站。
- 1966年（昭和41年）10月1日 - 遠州鐵道柴油列車不再駛入此線。
- 1982年（昭和57年）11月1日 - 結束貨物起卸業務，成為旅客車站。為二俁線最後可進行貨物起卸業務。
- 1987年（昭和62年）3月15日 - 二俁線由天龍濱名湖鐵道接管，成為天龍濱名湖鐵道車站。此站改名為天龍二俁站。
- 1998年（平成10年）12月 - 機車轉車盤、機車扇形車廠、運輸區事務室、運輸區浴場和運輸區休憩處被登錄成為登錄有形文化財。
- 2011年（平成23年）1月26日 - 車站大樓、上行月台、下行月台、站內泵房和高架水箱登錄成為登錄有形文化財[1]。

此站在啟用時設有儲木場，也設有引込線運送木材。
在1930年至1935年之間，於此車站靠近二俁本町站的地點曾經設有光明電氣鐵道二俁口站。現時只剩下二俁口站的月台遺蹟。另外，在此站北邊設有未成線佐久間線的隧道遺蹟（入口已經封閉），那路線的起點是此站。

## 車站構造
車站是一座地面車站，設有2面3線的混合式月台。
此站是直營車站。車站大樓是一座瓦頂木造建築物。
車站大樓位於1號月台側。1號月台是上行月台，2號月台是下行月台。3號月台主要讓下行列車使用，但是設有上行出發信號機，因此上下行月台均可以使用該月台。從前車站大樓東邊設有1面1線的貨物月台，在1982年停止使用後撤走。車站內可容納較長列車，並設有留置線。在國鐵時代結束貨物業務與轉移至第三部門鐵道後，部分位置變成空地，後來除了一些必要部分用作停泊列車外，其餘均變成住宅地段。
在站內設有腳踏路軌單車（只可行走數十米）。也展示了臂木式號誌機和電氣路籤（牌）閉塞。

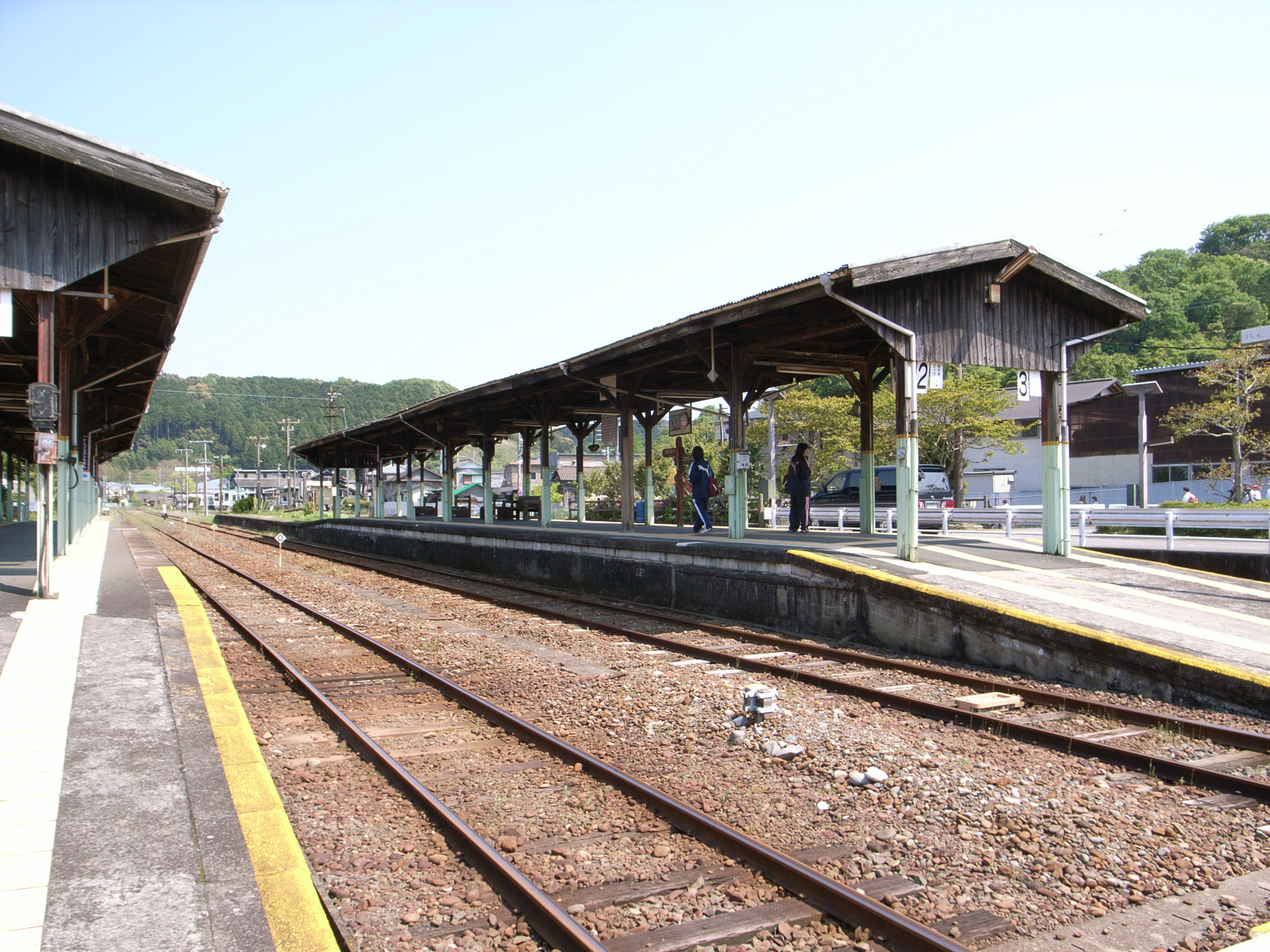
月台
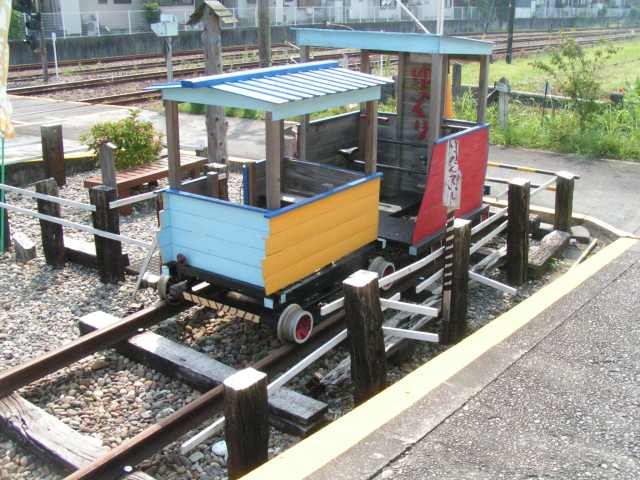
腳踏路軌單車（2006年8月）

「車站大樓」、「上行貨棚與月台」、「下行月台」、站內的「泵房」和「高架水箱」被登錄成為國家登錄有形文化財。

### 月台
| 月台 | 路線          | 上下行 | 方向       |
| ---- | ------------- | ------ | ---------- |
| 1    | ■天龍濱名湖線 | 上行   | 掛川方向   |
| 2、3 | ■天龍濱名湖線 | 下行   | 新所原方向 |

### 車輛基地
車站東邊設有天龍濱名湖鐵道車輛基地（機關區），該處設有夜間停泊的列車。由於所有列車兩端設有駕駛台，因此在蒸氣機車時代的扇形車庫和轉車盤已經不再使用。
運輸區（舊遠江二俁機關區）建築物（休憩處、事務室、浴場）、扇形車庫和轉車盤在1998年被登錄為登錄有形文化財。此外，扇形車庫和轉車般成為{[Translink|ja|近代化産業遺産|近代化產業遺產}}（續33）。在2009年8月起購買參觀紀念硬票後，便可參觀扇形車庫和可旋轉的轉車盤。

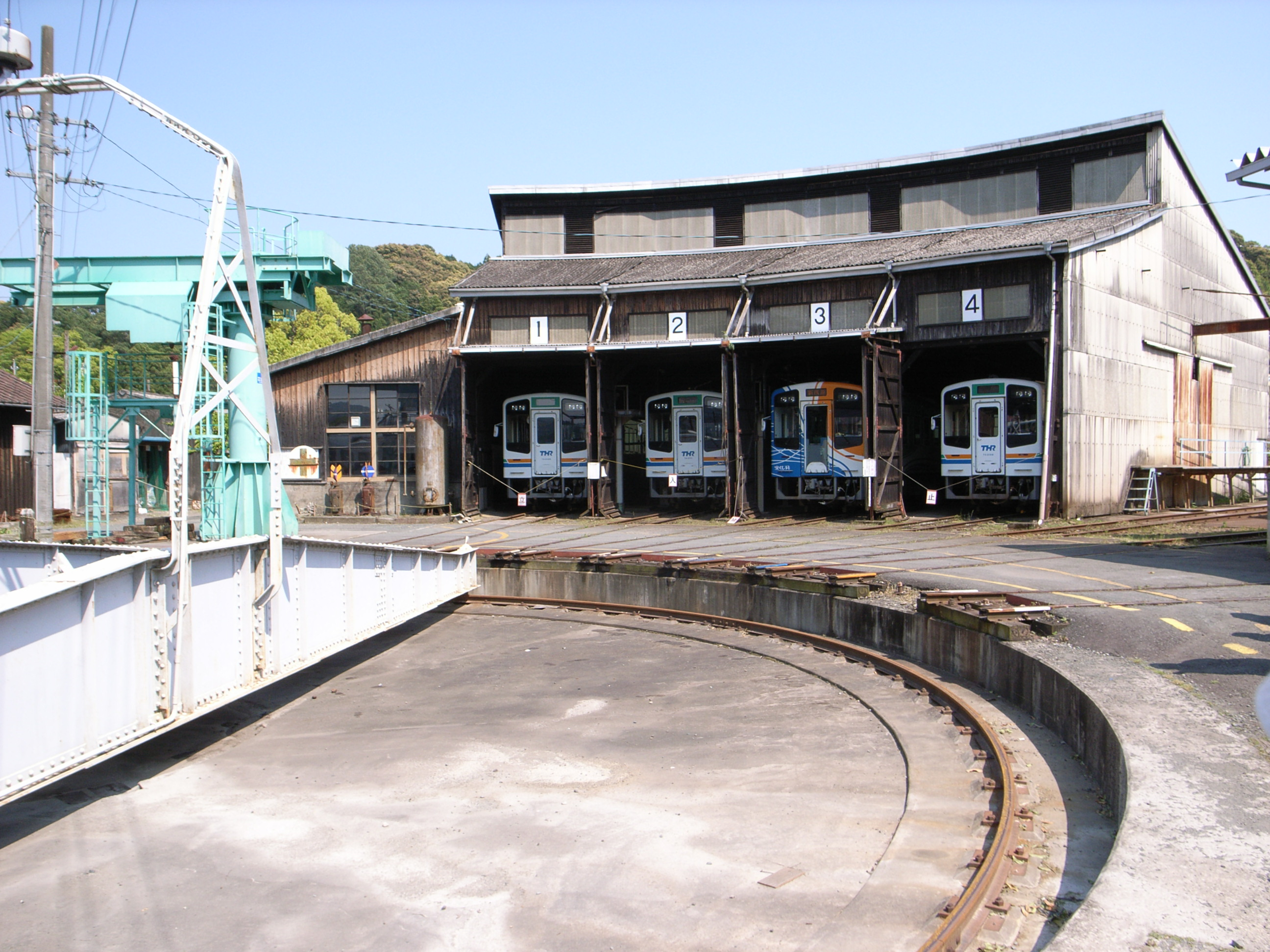
轉車盤和扇形車庫
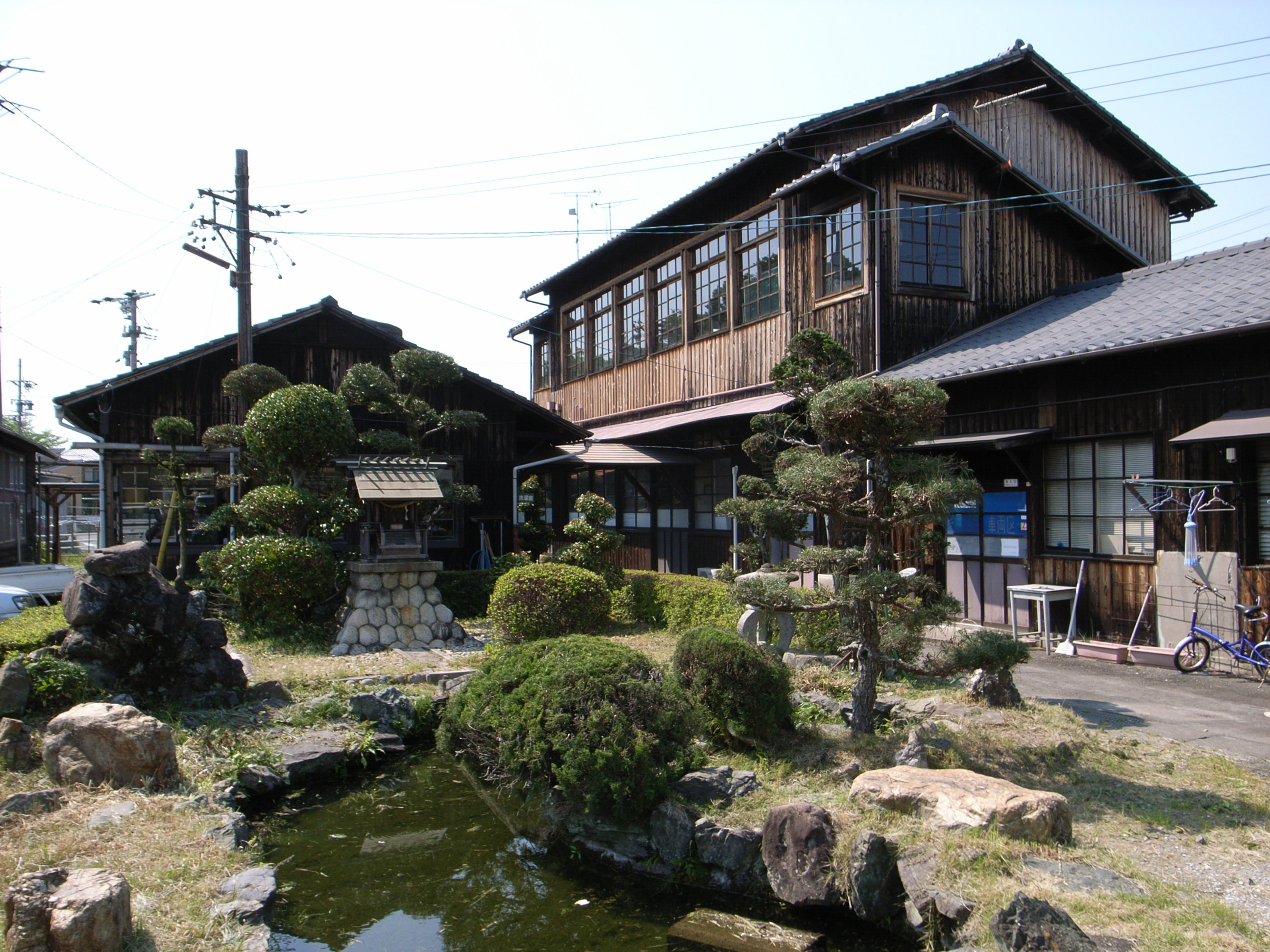
運輸區建築物群

## 使用狀況
以下為近年1日平均乘車人次
| 乘車人次變化 | 乘車人次變化      |
| 年度         | 一日平均 乘車人次 |
| ------------ | ----------------- |
| 2006         | 147               |
| 2007         |                   |
| 2008         | 133               |
| 2009         | 124               |
| 2010         | 113               |
| 2011         | 137               |
| 2012         | 123               |
| 2013         | 117               |
| 2014         | 123               |
| 2015         | 129               |
| 2016         | 129               |
| 2017         | 134               |
| 2018         | 126               |

## 車站周邊

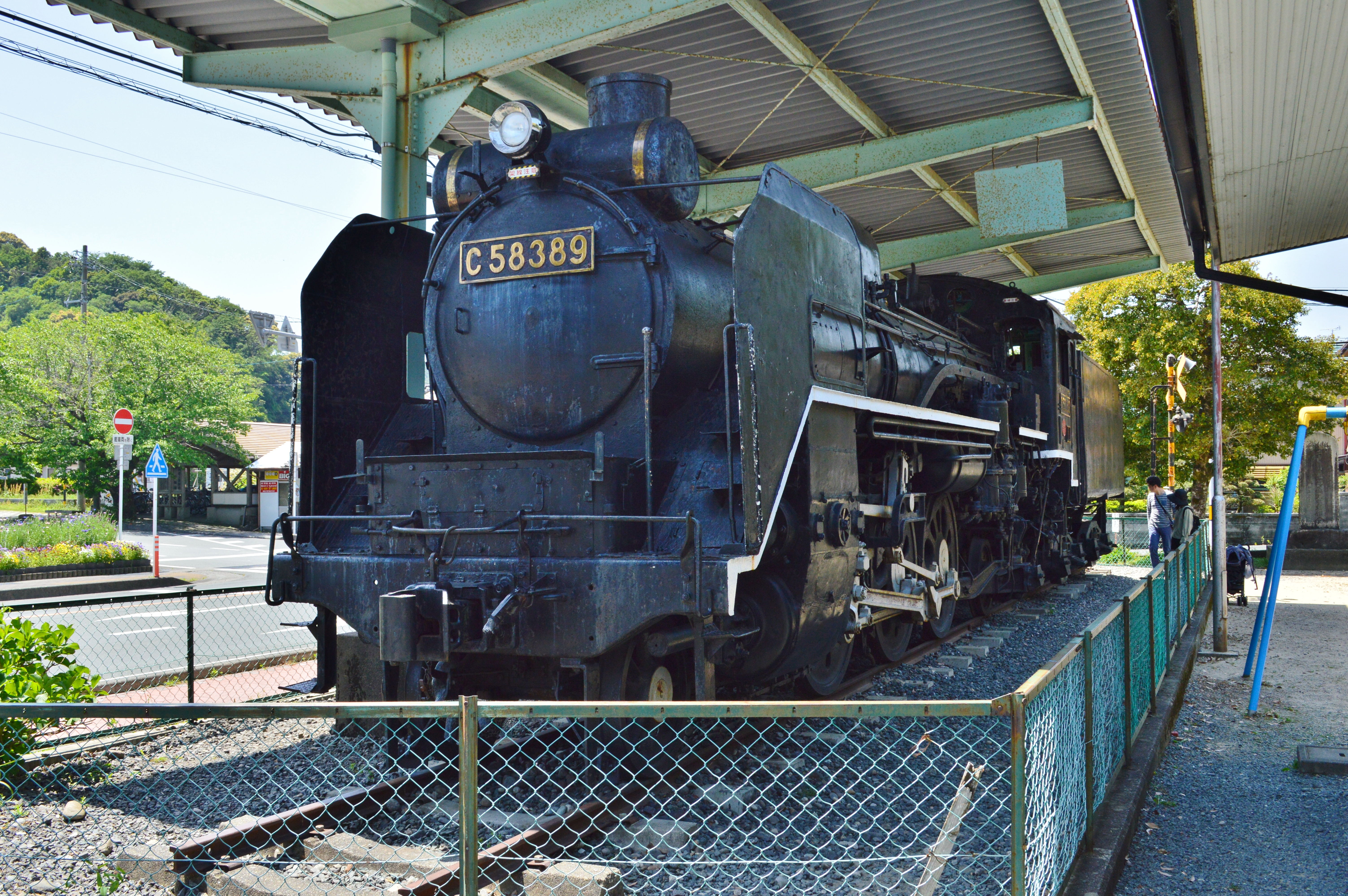
機車公園的C58 389

此站是天濱線的據點車站，位於天龍區二俁市東南方。附近設有住宅和商店。在二俣市區中，二俁本町站比較接近。
- 天龍警署
- 機車公園 - 車站北方，該處設有蒸氣機車C58形389號機（日语：国鉄C58形蒸気機関車）靜態保存。
- 阿藏站前廣場 - 該處設有舊日本國鐵KiHa20系柴油列車（日语：国鉄キハ20系気動車）和NaHaNe20形臥鋪客車（日语：国鉄20系客車）。
- 濱松市天龍圖書館
- 濱松市秋野不矩美術館（日语：浜松市秋野不矩美術館）
- 遠鐵巴士（日语：遠州鉄道浜松東営業所#磐田天竜線）天龍二俁站巴士站（二俁方向巴士站位於站前迴旋路內，磐田站方向位於「機車公園」側）

## 相鄰車站
天龍濱名湖鐵道
天龍濱名湖線
上野部－天龍二俁－二俁本町

## 注腳
1. 1 2  【文化財を登録有形文化財に登録する件】 (平成23年文部科學省告示第2號) 《官報》 平成23年（2011年）1月26日付 號外、第16號 pp. 46-51
2. ↑  『天竜市史』下卷，1988年，488-489頁
3. ↑  文化庁 登録有形文化財（建造物）の紹介　天竜浜名湖鉄道機関車転車台（静岡県） （页面存档备份，存于）（日語）
4. ↑  推理劇集西村京太郎トラベルミステリー(56)　生死を分ける転車台　駅舎と列車が大炎上!?愛と哀しみの天竜浜名湖鉄道　青いコートの女の罠…（生死を分ける転車台～天竜浜名湖鉄道の殺意～） （页面存档备份，存于）（日語） 朝日電視台　星期六Wide劇場 2011年7月23日
5. ↑  濱松市統計書

## 外部連結
- 天龍二俁站 （页面存档备份，存于）（日語） - 天龍濱名湖鐵道株式會社